# Magda Reja
Magda Reja, slovenska pisateljica in popotnica, * 1960
Prihaja iz Goriških brd. Zaznamovalo jo je odraščanje ob meji. Študirala je etnologijo in umetnostno zgodovino.
K pisanju, ki po njenem zahteva veliko vaje, jo je spodbudila njena prijateljica. Popotniških del ne bere, ker je ne pritegnejo. Za pot se odloči na podlagi poceni letalskih vozovnic.
V prvencu Ime tvoje zvezde je Bilhadi je popisala potovanje na kamelah (pettedenska in 1800 km dolga pot v osrčje Sahare in nazaj), v knjigi Sledi v pesku pa je pripovedovala o potovanju s kamioni.

## Kritika
Njen prvenec Ime tvoje zvezde je Bilhadi je v reviji Mladina dobil oceno tri zvezdice. Delu je bilo očitano, da premalo pove o resničnem življenju domačinov in da je zreducirano na osebno izkušnjo potovanja. Pisateljica je bila označena za »slovensko Belo Masajko brez princa na kameli«.
V Dnevniku jo je kritičarka v oceni knjige Sledi v pesku sicera pohvalila, ker je Nigerijcem prihranila hinavsko zgražanje in lažni altruizem, vendar jo je zmotilo pisateljičino bežno omenjanje ljudi, ki jih je srečevala in klišejsko osredotočanje na lastne občutke.